# Brug 828
Brug 828  is een vaste brug in Amsterdam-Zuid, wijk Buitenveldert.
De brug is gelegen over een ringsloot rond het centrale deel van het Gijsbrecht van Aemstelpark, dat door die sloot afgescheiden is van de woonwijk ten noorden van het park en het Gelderlandplein. Om dat centrale deel ligt behalve die ringsloot ook een voetpad aan de noordkant genaamd De Kamp (vernoemd naar een landgoed bij Neede). Vanuit De Kamp lopen drie bruggen het park in. Deze bruggen zijn net als de andere voetbruggen ontworpen door Dirk Sterenberg in samenwerking met of voor de Dienst der Publieke Werken. Alle bruggen van en naar het park hebben dezelfde opzet. Ook hier is een betonnen constructie neergelegd (op twee jukken met de van Sterenberg bekende V-vorm) met daarop metalen open groenen balustrades. Om het vallen in het onderliggende water van personen tegen te gaan is een reling gemaakt.
De brug is een broertje van brug 832 die even oostelijker ligt over dezelfde watergang.
<<< · 801 · 802 · 803 · 804 · 805 · 808 · 811 · 812 · 813 · 814 · 815 · 816 · 817 · 818 · 819 · 820 · 821 · 822 · 823 · 824 · 825 · 826 · 827 · 828 · 829 · 830 · 831 · 832 · 833 · 834 · 835 · 836 · 837 · 838 · 839 · 840 · 841 · 842 · 844 · 845 · 846 · 848 · 849 · 850 ·  854 · 856 · 857 · 858 · 859 · 860 · 863 · 864 · 865 · 866 · 867 · 868 · 869 · 870 · 871 · 872 · 873 · 875 · 876 · 877 · 889 · 890 · 891 · 892 · 893 · 895 · 896 · 897 · 898 · 899 · >>>
Brugnummers 800, 806, 807, 809, 810, 843 (gesloopt, Uilenstede, Amstelveen), 847 (Uilenstede, Amstelveen) , 851 (gesloopt, Dirk Sterenberg), 852 (gesloopt, Dirk Sterenberg), 853 (gesloopt, Dirk Sterenberg), 855, 861, 862, 874, 878, 879, 880, 881, 882, 883, 884, 885, 886, 887, 888, 894 zijn niet (meer) vergeven.